# Élections législatives christophiennes de 2015
Les élections législatives de Saint-Christophe-et-Niévès ont eu lieu le 16 février 2015 afin de renouveler onze des quinze sièges de l'Assemblée nationale de Saint-Christophe-et-Niévès.
Le Parti travailliste du Premier ministre Denzil Douglas connait un fort recul et perd la moitié de ses six sièges. Douglas, qui était au pouvoir depuis 1995,  reconnait sa défaite et cède sa place à Timothy Harris, chef du Parti travailliste du peuple et de la coalition "Équipe unité" réunissant son parti ainsi que le Mouvement d'action populaire et le Mouvement des citoyens conscients.

## Système politique et électoral
Saint-Christophe-et-Niévès est un royaume du Commonwealth, un État fédéral pleinement indépendant dans les Caraïbes ayant conservé la reine Élisabeth II comme chef symbolique et cérémoniel de l'État. Cette dernière est représentée par un gouverneur général choisi par le gouvernement christophien. C'est une monarchie parlementaire et une démocratie multipartite. 
Le parlement est monocaméral. Son unique chambre, l'Assemblée nationale, est composée de 14 à 15 membres dont 11 représentants élus pour cinq ans au scrutin uninominal majoritaire à un tour dans autant de circonscriptions (8 à Saint-Christophe et 3 à Niévès). Les 3 autres, dits sénateurs sont nommés par le gouverneur, à raison de deux proposés par le premier ministre et un troisième par le chef de l'opposition.
Le procureur général, s'il n'est pas déjà membre de l'assemblée, devient membre de droit, ce qui porte le plus souvent le total des membres de l'assemblée à 15.
Le vote n'est pas obligatoire.

## Résultats
|                           |                                         |                                      |                                      |        |               |  |  |  |  |
| Partis                    | Partis                                  | Voix                                 | %                                    | Sièges | +/-           |  |  |  |  |
|                           | Parti travailliste (SKNLP)              | 11 897                               | 39,27                                | 3      | 3             |  |  |  |  |
|                           | Mouvement d'action populaire (PAM)      | 8 452                                | 27,90                                | 4      | 2             |  |  |  |  |
|                           | Mouvement des citoyens conscients (CCM) | 3 951                                | 13,04                                | 2      | en stagnation |  |  |  |  |
|                           | Parti réformateur de Niévès (NRP)       | 3 276                                | 10,81                                | 1      | en stagnation |  |  |  |  |
|                           | Parti travailliste du peuple (PLP)      | 2 723                                | 8,99                                 | 1      | Nv.           |  |  |  |  |
|                           | Sénateurs, membres nommés               | Sénateurs, membres nommés            | Sénateurs, membres nommés            | 3      | en stagnation |  |  |  |  |
|                           | Procureur général, membre ex-officio    | Procureur général, membre ex-officio | Procureur général, membre ex-officio | 1      | en stagnation |  |  |  |  |
|                           |                                         |                                      |                                      |        |               |  |  |  |  |
| Suffrages exprimés        | Suffrages exprimés                      | 30 299                               | 99,49                                |        |               |  |  |  |  |
| Votes blancs et invalides | Votes blancs et invalides               | 156                                  | 0,51                                 |        |               |  |  |  |  |
| Total                     | Total                                   | 30 455                               | 100                                  | 15     | en stagnation |  |  |  |  |
| Abstentions               | Abstentions                             | 11 730                               | 27,81                                |        |               |  |  |  |  |
| Inscrits / participation  | Inscrits / participation                | 42 185                               | 72,19                                |        |               |  |  |  |  |